# Punkt bonusowy

## Punkt bonusowy dla zawodnika
Punkt bonusowy to punkt zaliczany zawodnikowi do jego zdobyczy punktowej w meczu ligowym lub zawodach w parach. Zawodnik otrzymuje zazwyczaj za punkty bonusowe premię finansową jak za normalny punkt. Punktu tego nie zalicza się jednak na konto drużyny (pary), w której zawodnik startuje.
Punkty bonusowe bierze się również pod uwagę przy obliczaniu średniej biegowej lub meczowej.
W lidze polskiej punkt bonusowy zawodnik otrzymuje wtedy i tylko wtedy, gdy wjeżdża na metę bezpośrednio za partnerem z drużyny (pary) oraz wyprzedza przynajmniej jednego zawodnika (co najmniej jeden zawodnik musi ukończyć bieg później). Przyznawanie punktu bonusowego zawodnikowi ma na celu zapobieżenie walce zawodników z jednej pary pomiędzy sobą o lepszą zdobycz punktową, przekładającą się na wyższe wynagrodzenie.
W lidze brytyjskiej punkt bonusowy przyznaje się na podobnych zasadach (tzn. za zajęcie drugiego lub trzeciego miejsca za partnerem z pary), jednakże nie jest istotne, czy za zawodnikiem nagradzanym ukończył bieg inny zawodnik.  

## Punkt bonusowy dla drużyny w tabeli ligowej
Punkt bonusowy w rozgrywkach ligowych w sporcie żużlowym to dodatkowy punkt zaliczany na konto drużyny w tabeli ligowej. Punkt otrzymuje ta drużyna, która w dwumeczu łącznie zdobędzie większą liczbę punktów.
W lidze polskiej punkt bonusowy stosowany jest od sezonu 2005 na wszystkich szczeblach rozgrywek ligowych. W przypadku remisu punktu bonusowego nie przyznaje się.
W lidze brytyjskiej punkt bonusowy jest zaliczany do tabeli ligowej w formie pomocniczej, tzn. ich liczbę uwzględnia się przy ustalaniu kolejności w tabeli, dopiero gdy dwie (lub więcej) drużyn ma taką samą liczbę punktów zdobytych za meczowe zwycięstwa. W przypadku remisu o ten punkt odbywa się bieg dodatkowy z udziałem jednego zawodnika z każdej drużyny.